# بينيتو إراولا لونش
بينيتو إراولا لونش (بالإسبانية: Benito Lynch)‏ هو كاتب وكاتب سيناريو أرجنتيني، ولد في 25 يوليو 1885 في بوينس آيرس في الأرجنتين، وتوفي في 23 ديسمبر 1951 في لابلاتا في الأرجنتين.

## وصلات خارجية
- بينيتو إراولا لونش على موقع الموسوعة البريطانية (الإنجليزية)